# Yorkshire (CDP, New York)
Pour les articles homonymes, voir Yorkshire (homonymie).
Yorkshire est une census-designated place du comté de Cattaraugus, dans l'État de New York, aux États-Unis,. En 2020, elle compte une population de 1 176 habitants.